# Musée de Paléontologie Egidio Feruglio
Le Musée de paléontologie Egidio Feruglio (MEF, en espagnol : Museo Paleontológico Egidio Feruglio) est un musée et un centre de recherche scientifique dans la ville de Trelew, en Patagonie (Argentine). Ses expositions sont centrées sur les vestiges fossiles de la faune et de la flore de Patagonie, ainsi que sur les changements géologiques qui ont affecté la région tout au long de la préhistoire. Le musée doit son nom à Egidio Feruglio (en), paléontologue italien émigré en Argentine dès 1925. 
Lieu d'exposition, le MEF est aussi l'une des principales institutions scientifiques argentines, avec un programme de recherche dans des domaines tels que la paléontologie des vertébrés et des invertébrés, la paléobotanique et l'ichnologie ; ses chercheurs sont spécialisés notamment dans l'étude des plantes dans des environnements semi-désertiques. Le MEF anime des activités pédagogiques à destination du grand public, et administre un parc paléontologique, réserve naturelle où sont exposés des fossiles.

## Exposition permanente
L'exposition permanente du MEF invite à un voyage dans le passé de la Patagonie, 300 millions d'années en arrière, jusqu'aux premiers peuplements humains il y a près de 10 000 ans. Des spécimens des formes de vie terrestres et marines sont présentés pour chaque période géologique. La salle consacrée au Mésozoïque exposant des fossiles de dinosaures géants de Patagonie, constitue l'attraction la plus populaire du musée. Sont exposés également des fossiles  du tigre à dents de sabre, qui vivait il y a 2,5 millions d'années (jusqu'à il y a 10 000 ans encore), de toxodons, anciens hippopotames et rhinocéros d'Amérique du Sud,  de l'hippidion, ancêtre du cheval,  de xénarthres, célèbres grands mammifères dont certains étaient contemporains des êtres humains. La collection comprend en tout 23 000 pièces. Plusieurs films de vulgarisation scientifique y sont présentés, dont un qui retrace l'origine de l'univers depuis le Big Bang, et le Mystery of the Jurassic, une production de la BBC qui présente le travail des scientifiques du MEF. 
L'exposition offre également une vue sur le plus grand laboratoire de préparation de pointe du MEF, où les fossiles sont nettoyés et séparés de la roche environnante. Les visiteurs peuvent y assister à l'avancement des travaux réalisés sur les découvertes de fossiles les plus récentes.  
L'exposition itinérante présentant les "Dinosaures de Patagonie" a été accueillie notamment en Allemagne, en Espagne, au Portugal et en République tchèque. Des moulages ont été fournis aux musées de différents pays.

## Recherche et expéditions

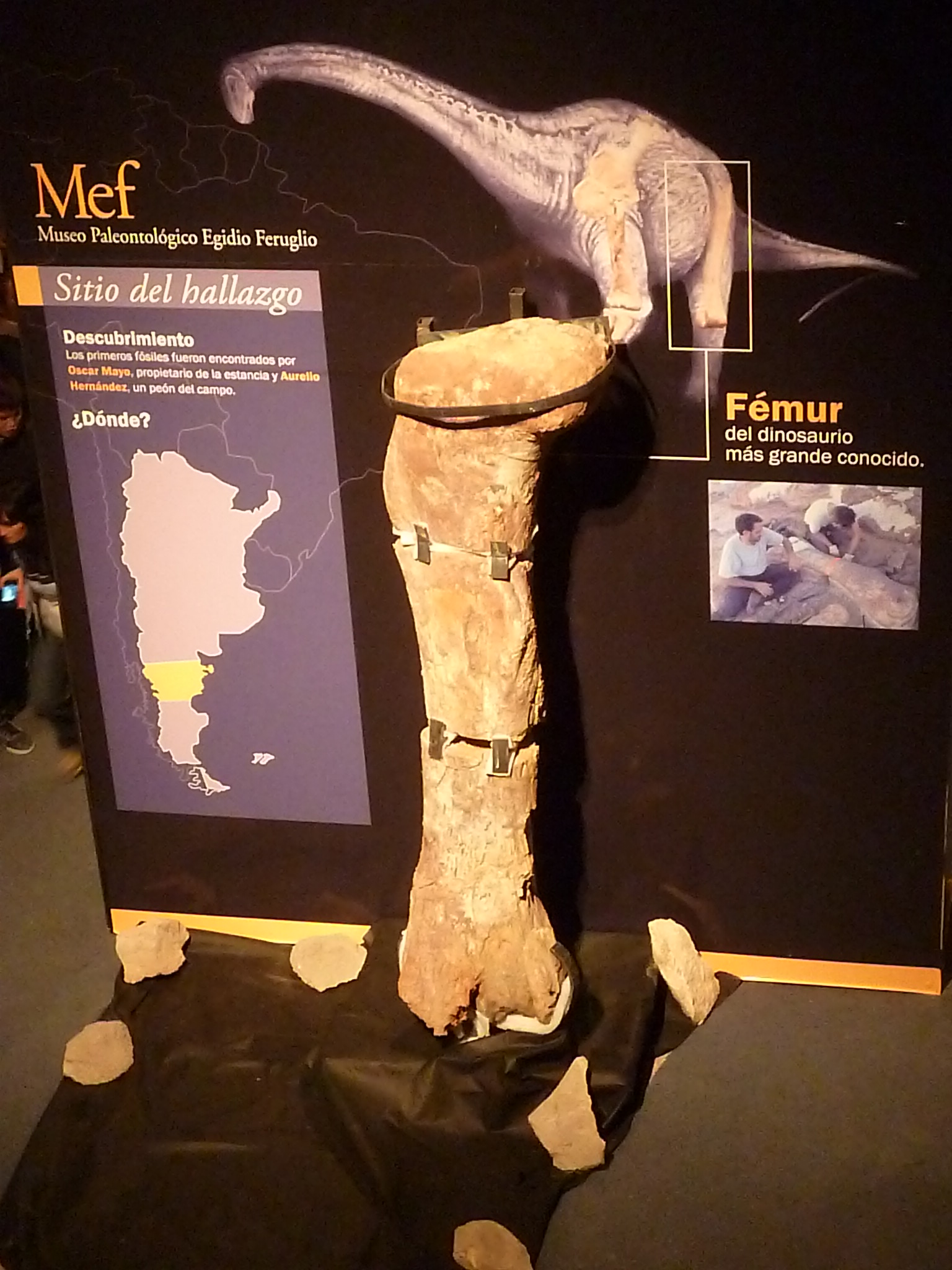
Fémur de Patagotitan exposé au musée.

En 2014, une équipe de paléontologues du musée (dirigée par Luis Carballido et Diego Pol) a découvert en Patagonie les fossiles de sept spécimens d'un titanosaure du Crétacé supérieur, Patagotitan mayorum, le plus grand dinosaure jamais découvert ,. Il mesurait 35 mètres de long, pesait 62 tonnes, était haut de 20 mètres. 
Les chercheurs du musée ont contribué notamment à l'identification du sauropode au cou court Brachytrachelopan mesai.
Le MEF est une "unité de recherche associée" du Conseil national de recherche de l'Argentine ( CONICET ). Presque tous les chercheurs du MEF sont des scientifiques de carrière travaillant pour CONICET. 
Le domaine de recherche du Musée comprend une collection de plus de 17 000 fossiles (en 2009), un laboratoire de préparation et du matériel de campagne. Il dispose également d'un atelier de production de reproductions de fossiles, utilisé à la fois dans la recherche et les expositions.

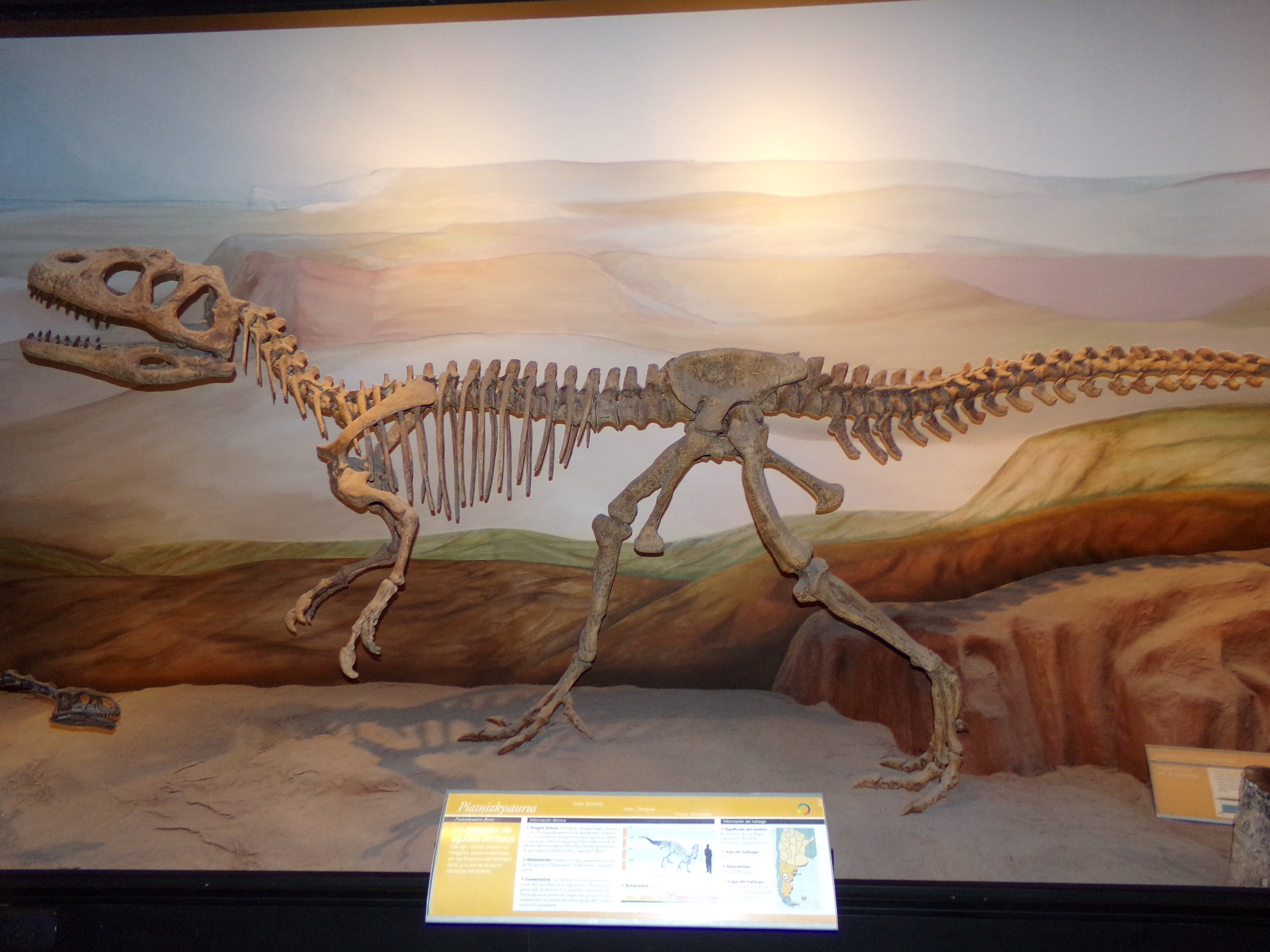
Piatnitzkysaurus
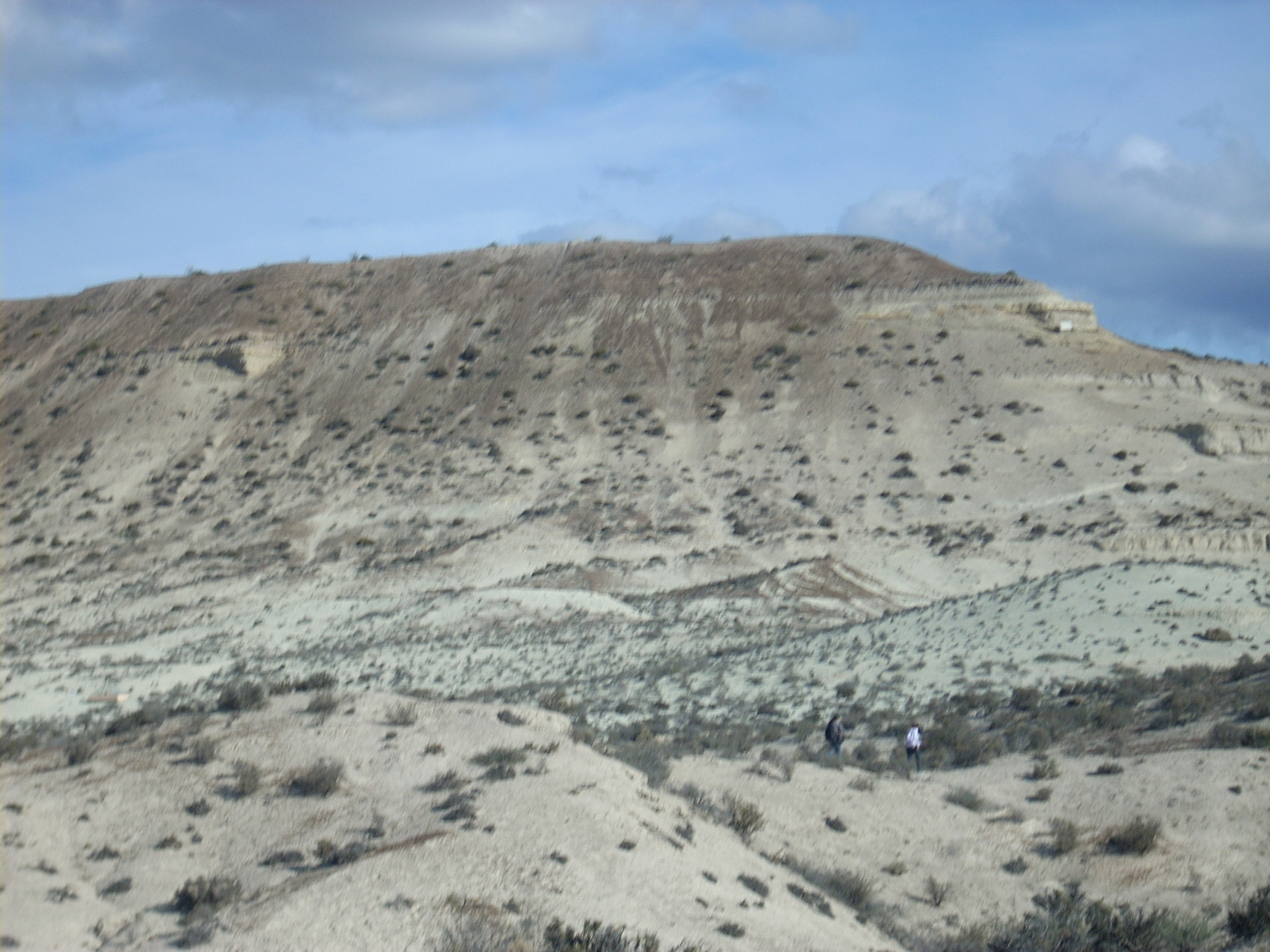
Géoparc paléontologique Bryn Gwyn
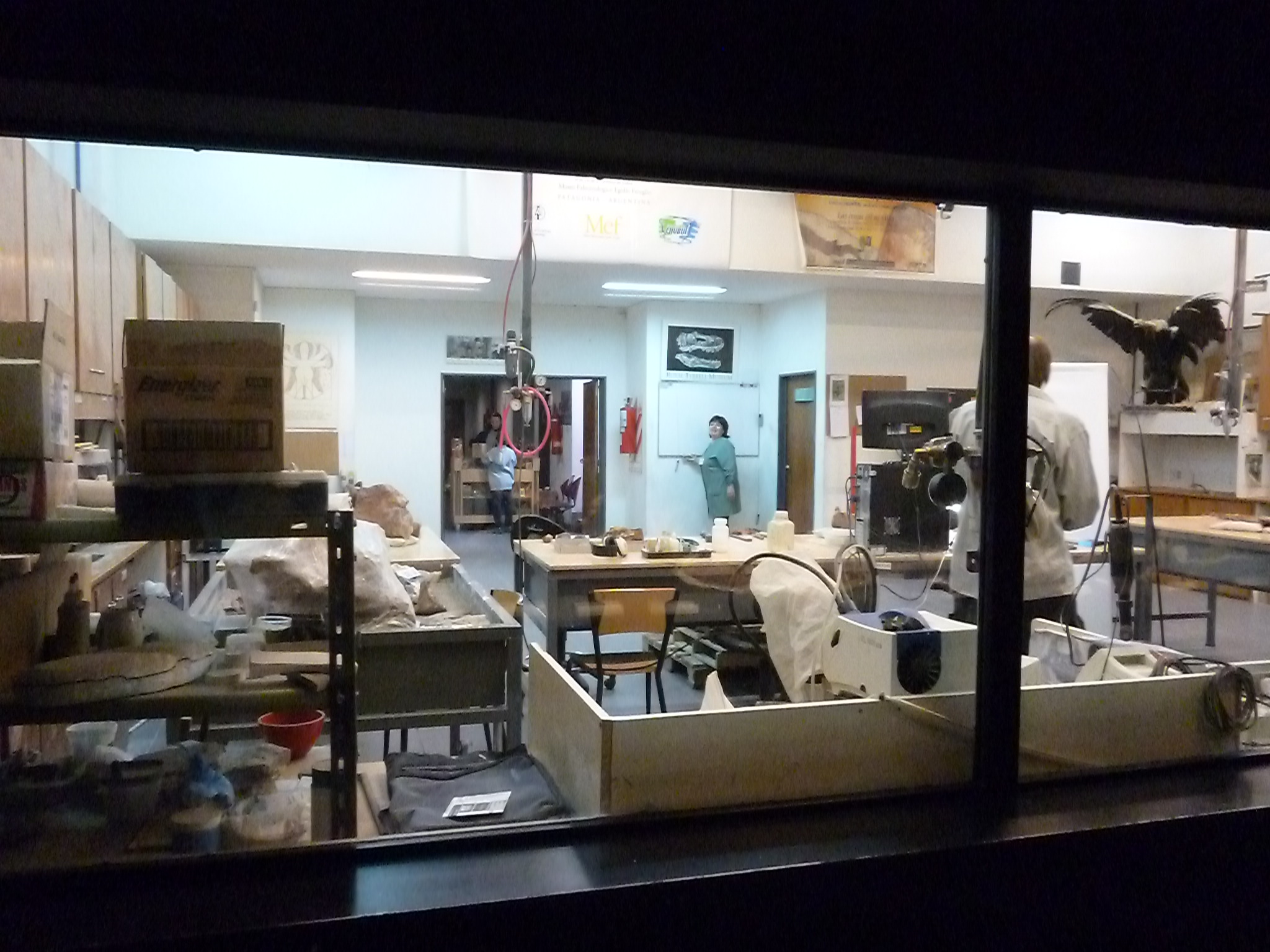
Laboratoire du Musée Feruglio
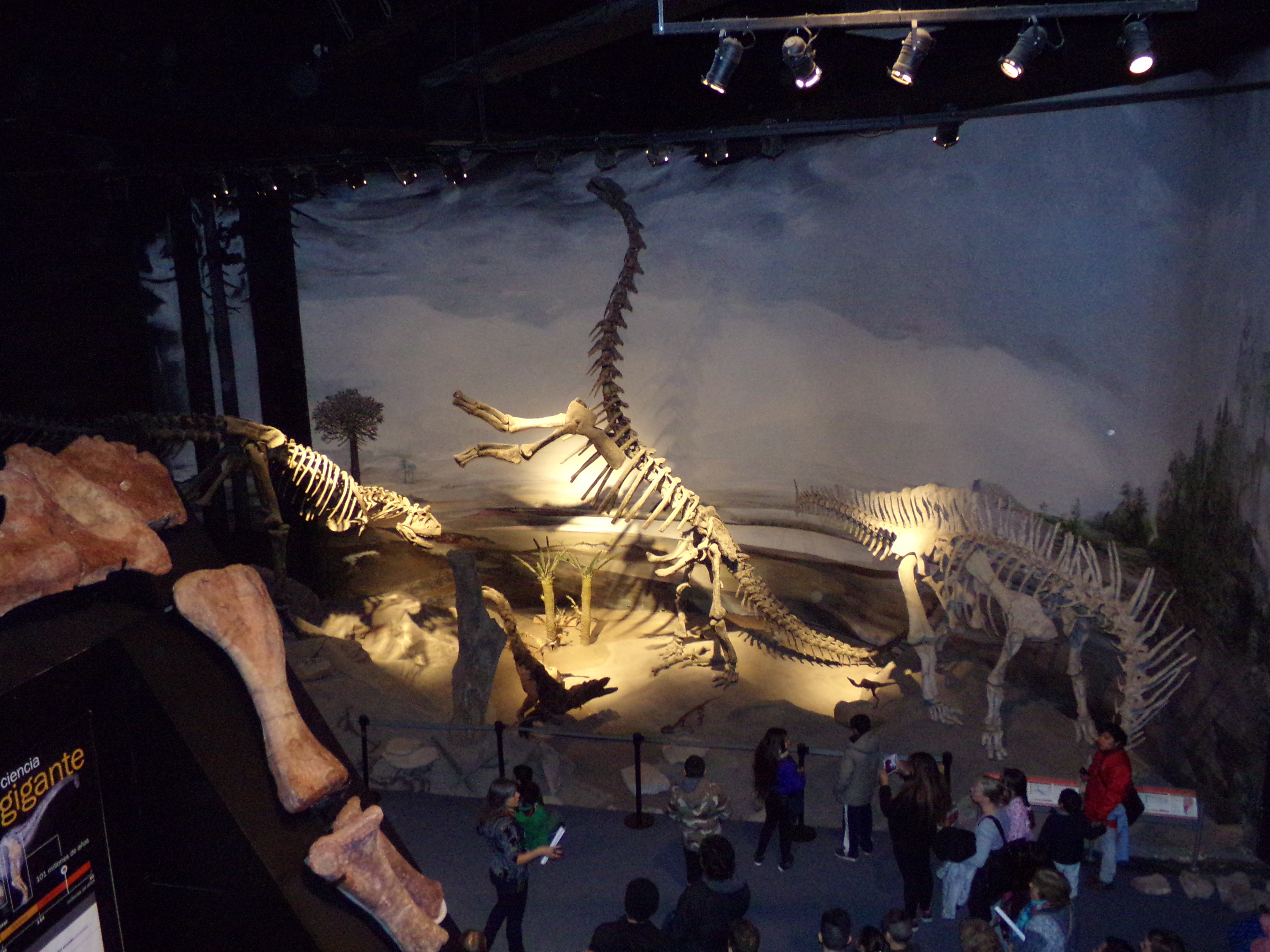
Une salle du musée
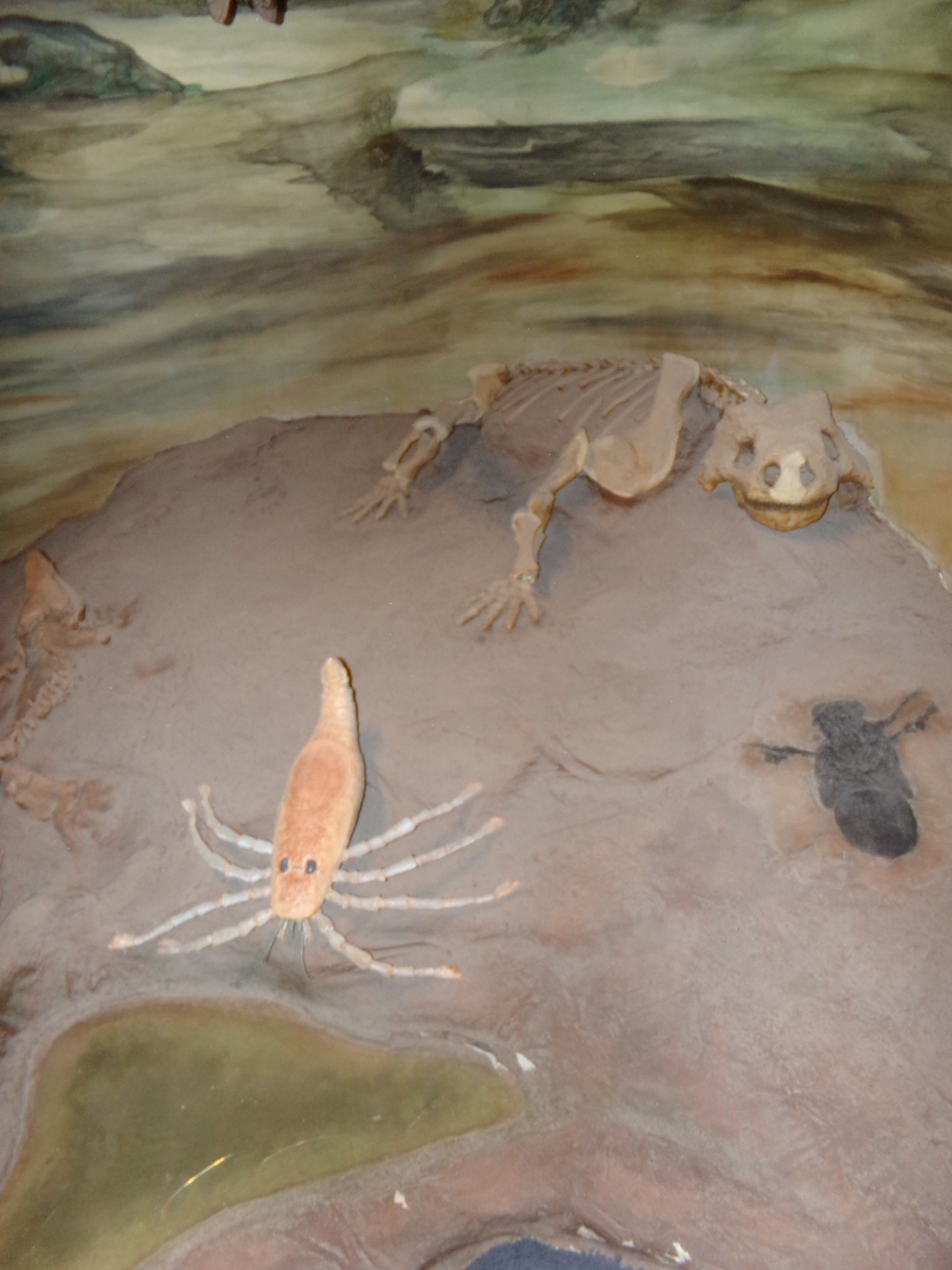
Fossiles

## Programmes de sensibilisation et d'éducation
Le service de sensibilisation du Musée comprend des activités pour les familles, les écoles et la communauté mondiale. 
Les scientifiques du MEF visitent également les écoles ou conseillent les enseignants et les étudiants sur des projets éducatifs connexes. Le site Internet du musée propose des articles non techniques, des ressources pédagogiques, etc.

## Géoparc de Bryn Gwyn
Le MEF administre également le géoparc de Bryn Gwyn, une grande réserve géologique naturelle située 8  km au sud de Gaiman, et à environ 25   km de Trelew. Le parc est situé sur les terres inclinées qui séparent la vallée de la rivière Chubut de la steppe supérieure de Patagonie. Sur les sentiers sont exposés des fossiles (originaux ou reproduits) datant d'il y a 40 millions d'années.